# Blancpain

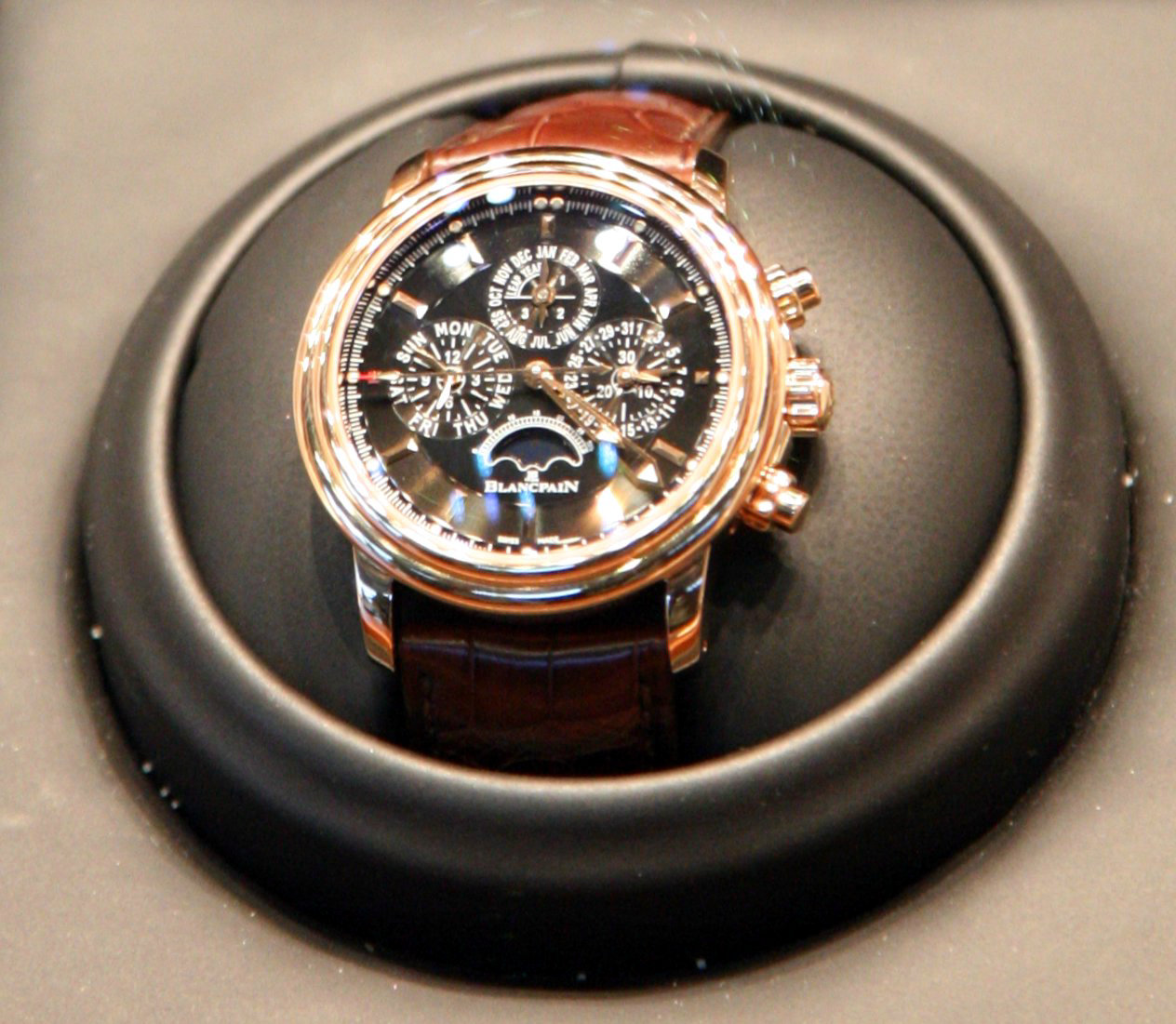
Blancpain Perpetual Calendar

Blancpain – (wymowa [blɑ̃pɛ̃]) – najstarsza szwajcarska manufaktura ekskluzywnych zegarków. Firmę utworzył Jehan-Jaques Blancpain w Villeret w 1735 roku, co czyni ją najstarszą szwajcarską manufakturą produkującą zegarki. Firma wprowadziła bardzo wiele innowacji w świat zegarków mechanicznych, które do dziś są stosowane przez wszystkie liczące się manufaktury zegarmistrzowskie.

## Historia
Jehan-Jaques Blancpain założył firmę w 1735 roku. Przez prawie 200 lat firma pozostawała w rękach jego rodziny. W 1932 roku umarł frederic-Emile Blancpain, pozostawiając firmę swojej asystentce Betty Fiechter.
W 1982 Blancpain zostaje kupiony przez Frederic Piguet watchmaking movement, a następnie w 1992 przez SMH (Swiss Corporatin for Microelectronics and Watchmaking Industries), która później zmieni nazwę na Swatch Group.
W 1984 r. firma wprowadziła na rynek najmniejszy mechanizm zegarmistrzowski na świecie, a w roku 1989 najcieńszy mechanizm zegarmistrzowski na świecie. Znana jest m.in. z produkcji najbardziej skomplikowanego zegarka mechanicznego na świecie zwanego Blancpain 1735, który zawiera w sobie takie komplikacje jak tourbillon, powtarzacz minut (ang. minute repeater), wieczny kalendarz (ang. perpetual calendar), dwa chronografy (ang. split chrono), jak również inne bardziej popularne. Jedna sztuka tego zegarka jest produkowana jest przez 18 miesięcy. Blancpain szczyci się tym że nigdy produkował, nie produkuje i nigdy nie będzie produkował zegarków kwarcowych ani z wyświetlaczami cyfrowymi. Znany jest również model Fifty-Fathoms używany przez Jacques’a-Yves’a Cousteau w jego filmach. Firma szczyci się jedną z najmniejszych produkcji na świecie, gdyż rocznie fabrykę opuszcza jedynie 20 tysięcy zegarków. Obecnie jest częścią Swatch Group i jest prowadzona przez Marc A. Hayek, potomka twórcy Swatch Group Nicolasa Hayeka.